# Сан-Гейбриел (Калифорния)
Сан-Гейбриел (англ. San Gabriel) — город, расположенный в округе Лос-Анджелес (штат Калифорния, США) с населением в 39 718 человек по статистическим данным переписи 2010 года.

## География
По данным Бюро переписи населения США Сан-Гейбриел имеет общую площадь в 10,74 км², водных ресурсов в черте населённого пункта не имеется.
Город Сан-Гейбриел расположен на высоте 122 метров над уровнем моря.

## Демография
По данным переписи населения 2010 года в Сан-Гейбриел проживало 39 718 человек. Средняя плотность населения составляла около 3698,1 человека на один квадратный километр.
Расовый состав Сан-Гейбриел по данным переписи распределился следующим образом: 10 076 (25,37 %) белых, 388 (0,98 %) — чёрных или афроамериканцев, 220 (0,55 %) — коренных американцев, 24 091 (60,66 %) — азиатов, 43 (0,11 %) — выходцев с тихоокеанских островов, 1138 (2,87 %) — представителей смешанных рас, 3762 (9,47 %) — других народностей. Испаноязычные или латиноамериканцы составили 25,65 % (10 189 человек) от всех жителей.
Из 12 542 домашних хозяйств в 36,2 % — воспитывали детей в возрасте до 18 лет, 53,2 % представляли собой совместно проживающие супружеские пары, в 15,6 % семей женщины проживали без мужей, 23,5 % не имели семей. 16,9 % от общего числа семей на момент переписи жили самостоятельно, при этом 6,4 % составили одинокие пожилые люди в возрасте 65 лет и старше. Средний размер домашнего хозяйства составил 3,13 человека, а средний размер семьи — 3,47 человека.
Население по возрастному диапазону по данным переписи 2010 года распределилось следующим образом: 7866 человек (19,8 %) — жители младше 18 лет, 917 (2,31 %) — от 18 до 19 лет, 2638 (6,64 %) — от 20 до 24 лет, 5232 (13,17 %) — от 25 до 34 лет, 9496 (23,91 %) — от 35 до 49 лет, 7995 (21,1 %) — от 50 до 64 лет и 5574 (14,03 %) — в возрасте 65 лет и старше. Средний возраст жителей составил 40,3 года. На каждые 100 женщин в Сан-Гейбриел приходилось 93,2 мужчины, при этом на каждые сто женщин 18 лет и старше приходилось 90,6 мужчины также старше 18 лет.